# علم أفغانستان
علم أفغانستان (بالبشتوية: د أفغانستان بیرغ) (بالدرية: پرچم افغانستان) هو العلم الخاص بإمارة أفغانستان الإسلامية.
كان للبلاد 25 علمًا منذ العلم الأول عندما تأسست الدولة الهوتاكية عام 1709. خلال القرن العشرين وحده، مرت أفغانستان بـ 19 علمًا وطنيًا، أكثر من أي دولة أخرى خلال تلك الفترة الزمنية، وكان معظمها باللون الأسود والأحمر والأخضر.
بعد تسليم كابل عام 2021، أصبح هناك كيانان يدعيان أنهما الحكومة الشرعية لأفغانستان، يستخدم كل منهما علمًا مختلفًا. تستخدم إمارة أفغانستان الإسلامية التي تسيطر عليها حركة طالبان، والتي تسيطر على معظم أنحاء البلاد، علماً أبيض عليه الشهادتين بالأسود، فيما تستخدم جمهورية أفغانستان الإسلامية علماً ثلاثي الألوان (الأسود والأحمر والأخضر)، مع الشعار الوطني في الوسط باللون الأبيض. تم استخدام هذا العلم من قبل الوفد الأفغاني في الألعاب البارالمبية الصيفية 2020، والتي أقيمت بين 25 أغسطس و 5 سبتمبر، بعد تسليم كابل.

## تاريخ أعلام أفغانستان ثلاثية الألوان
يمثل اللون الأسود تاريخ أفغانستان المُضطرب في القرن التاسع عشر عندما كانت محمية بريطانية، واللون الأحمر يمثل دماء أولئك الذين حاربوا من أجل الاستقلال (على وجه التحديد، المعاهدة الأنجلو أفغانية لعام 1919)، ويمثل اللون الأخضر الأمل والازدهار للمستقبل. وقد فسّر البعض أنّ اللون الأسود يرمز للتاريخ، واللون الأحمر للتقدم، بينما يرمز اللون الأخضر إما للازدهار الزراعي أو للإسلام.
من المفترض أن الألوان الثلاثة مستوحاة من الملك الأفغاني أمان الله خان عند زيارته لأوروبا مع زوجته في عام 1928. وكان التصميم ثلاثي الألوان الأفقي الأصلي مستوحى من علم ألمانيا.
كان كل علم أفغاني ثلاثي الألوان تقريبًا منذ عام 1928 يحمل شعار أفغانستان في المنتصف. يوجد مسجد في كل شعار تقريبًا، وقد ظهر لأول مرة عام 1901، وإضافة إلى القمح الذي ظهر لأول مرة في عام 1928.
أخذ العلم ثلاثي الألوان الأخير شكله الحالي في عام 2002 مع تعديلات لاحقة في عامي 2004 و 2013، مع بعض المتغيرات التي تحتوي على شعارات ملونة مختلفة.
التقريبات الملونة بالفيديو (صالحة للأعلام 1928-1978 و 1980-2021) مذكورة أدناه:
|      | أسود      | أحمر       | أحمر         | أخضر        | أخضر         | أبيض        |
| ---- | --------- | ---------- | ------------ | ----------- | ------------ | ----------- |
| RGB  | 0/0/0     | 211/32/17  | 190/0/0      | 0/122/54    | 0/153/0      | 255/255/255 |
| Hex  | #000000   | #d32011    | #be0000      | #007a36     | #009900      | #FFFFFF     |
| CMYK | 0/0/0/100 | 0/85/92/17 | 0/100/100/25 | 100/0/56/52 | 100/0/100/40 | 0/0/0/0     |

## أعلام أخرى

العلم الملكي لأفغانستان (1931–1973)
العلم الرئاسي الأفغاني (2004–2013)
العلم الرئاسي الأفغاني (2013–2021)
علم الجيش الوطني الأفغاني (1978–1980)
علم سلاح الجو الأفغاني (2010–2021)
علم الشرطة الوطنية الأفغانية [الإنجليزية]‏ (2001–2021)

## صور

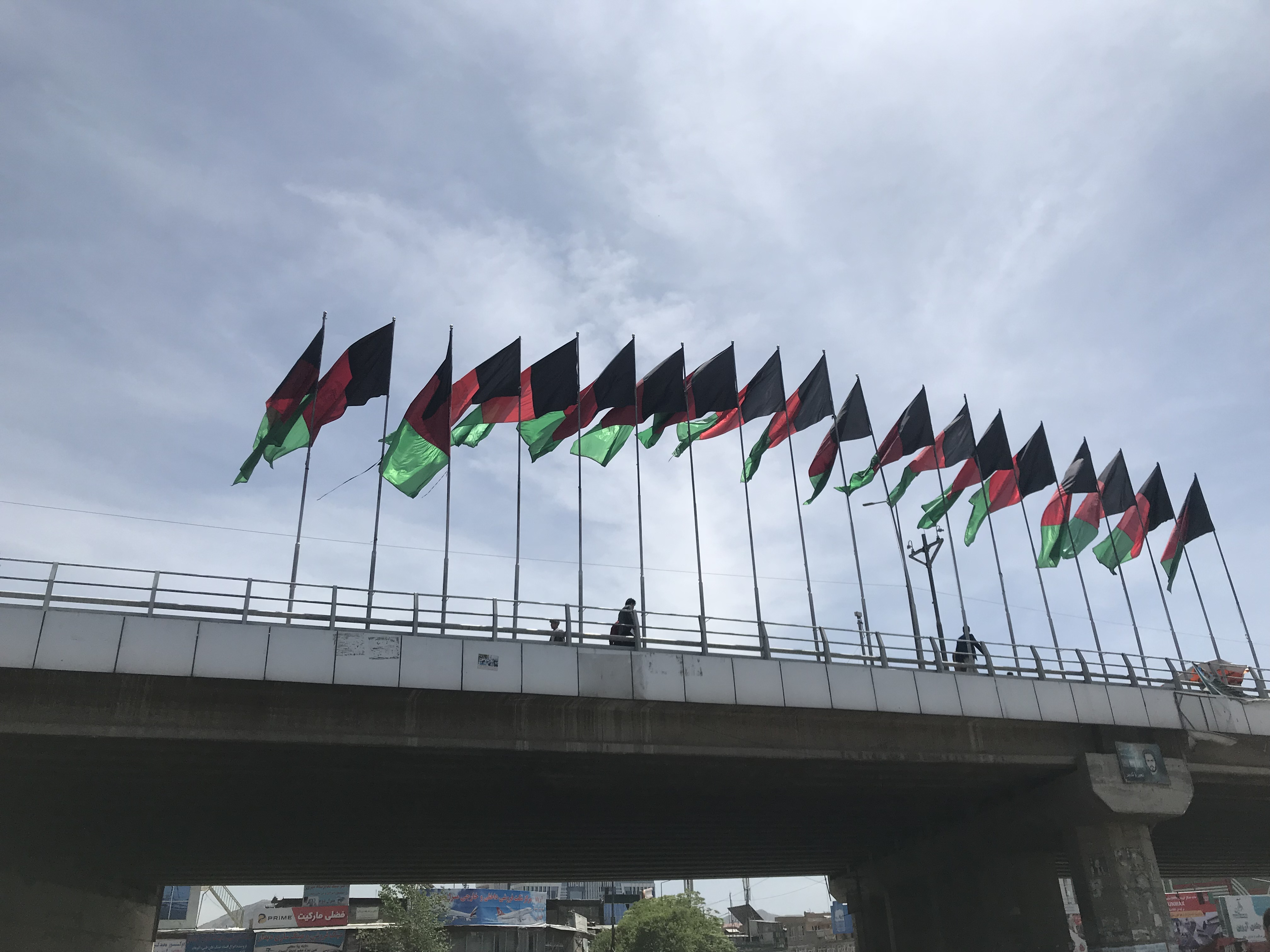
أعلام أفغانية خلال عيد الاستقلال
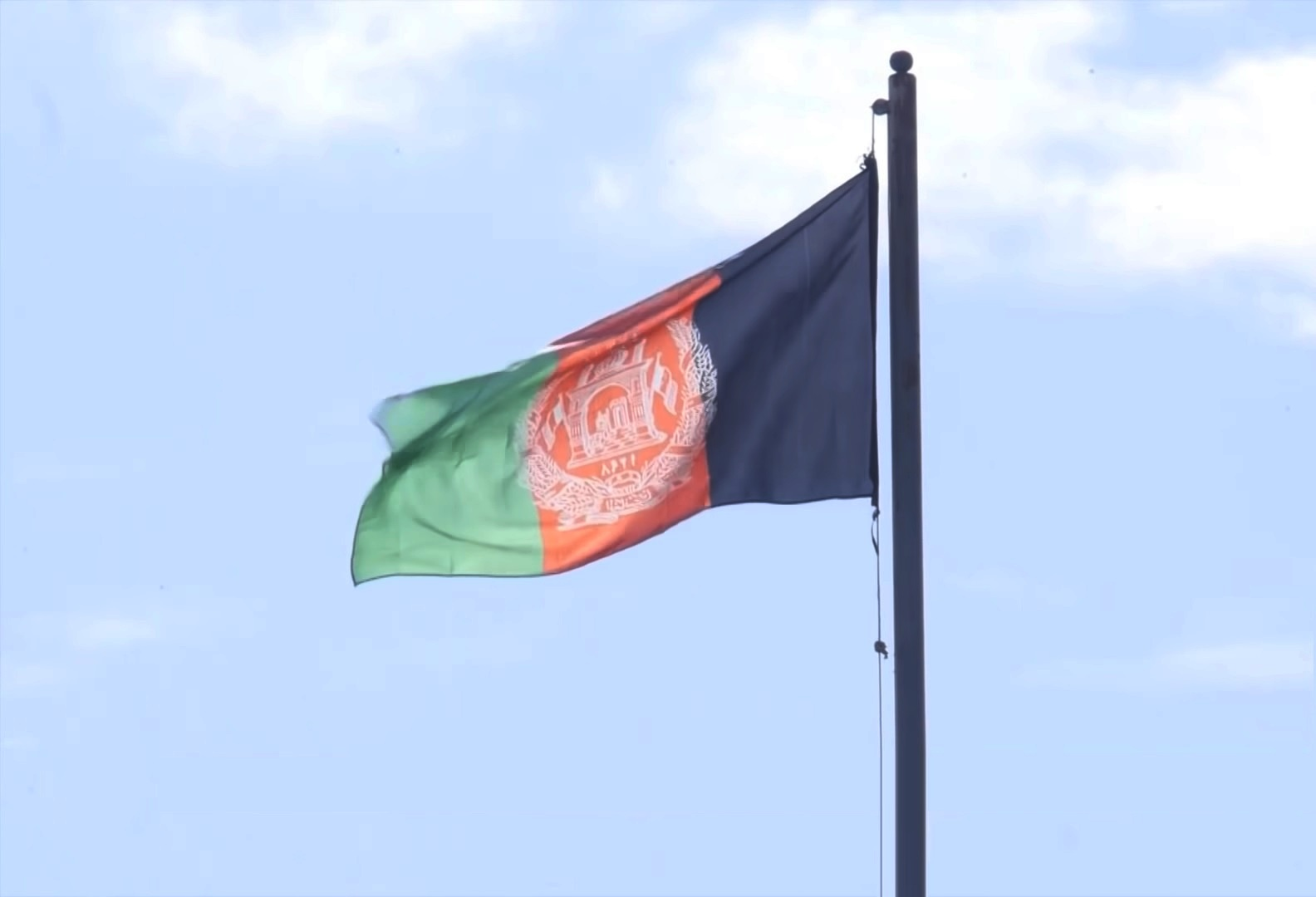
العلم الأفغاني يرفرف في القصر الرئاسي (2019)
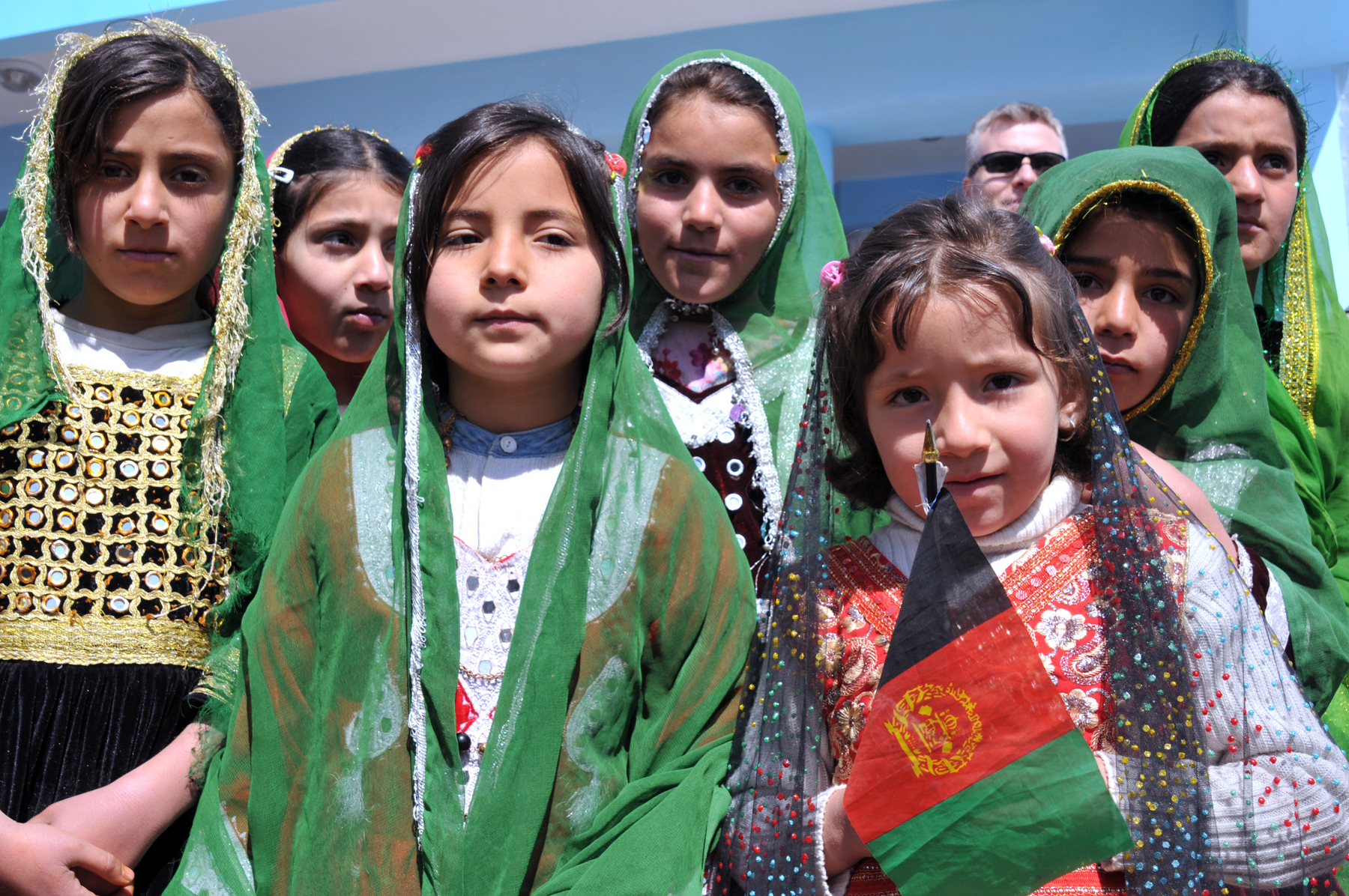
أطفال أفغان يحملون العلم الأفغاني في ولاية بادغيس
أطفال أفغان يلوحون بالأعلام الأفغانية في ولاية هلمند
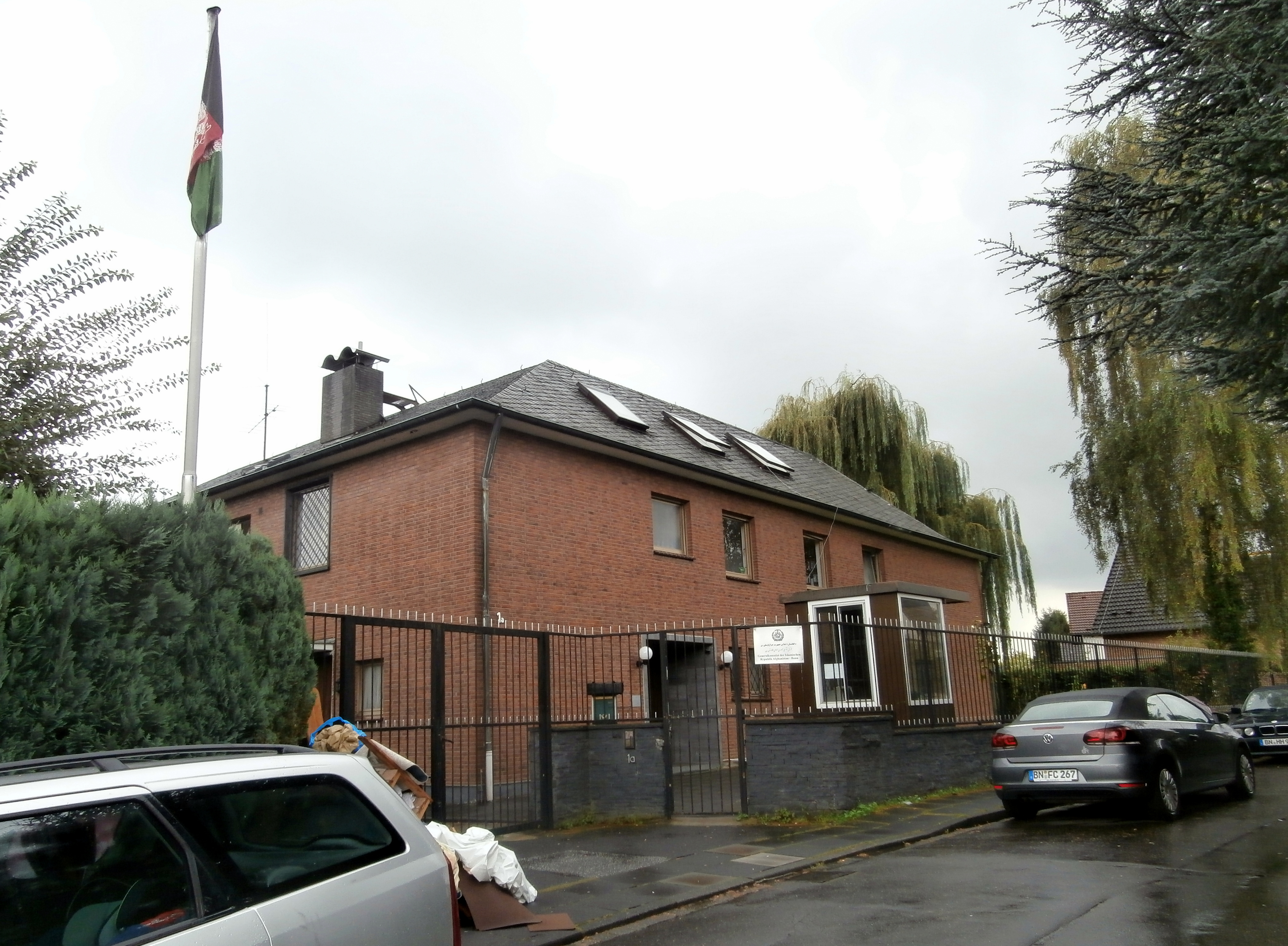
العلم الأفغاني معلق فوق السفارة الأفغانية في مدينة بون بألمانيا
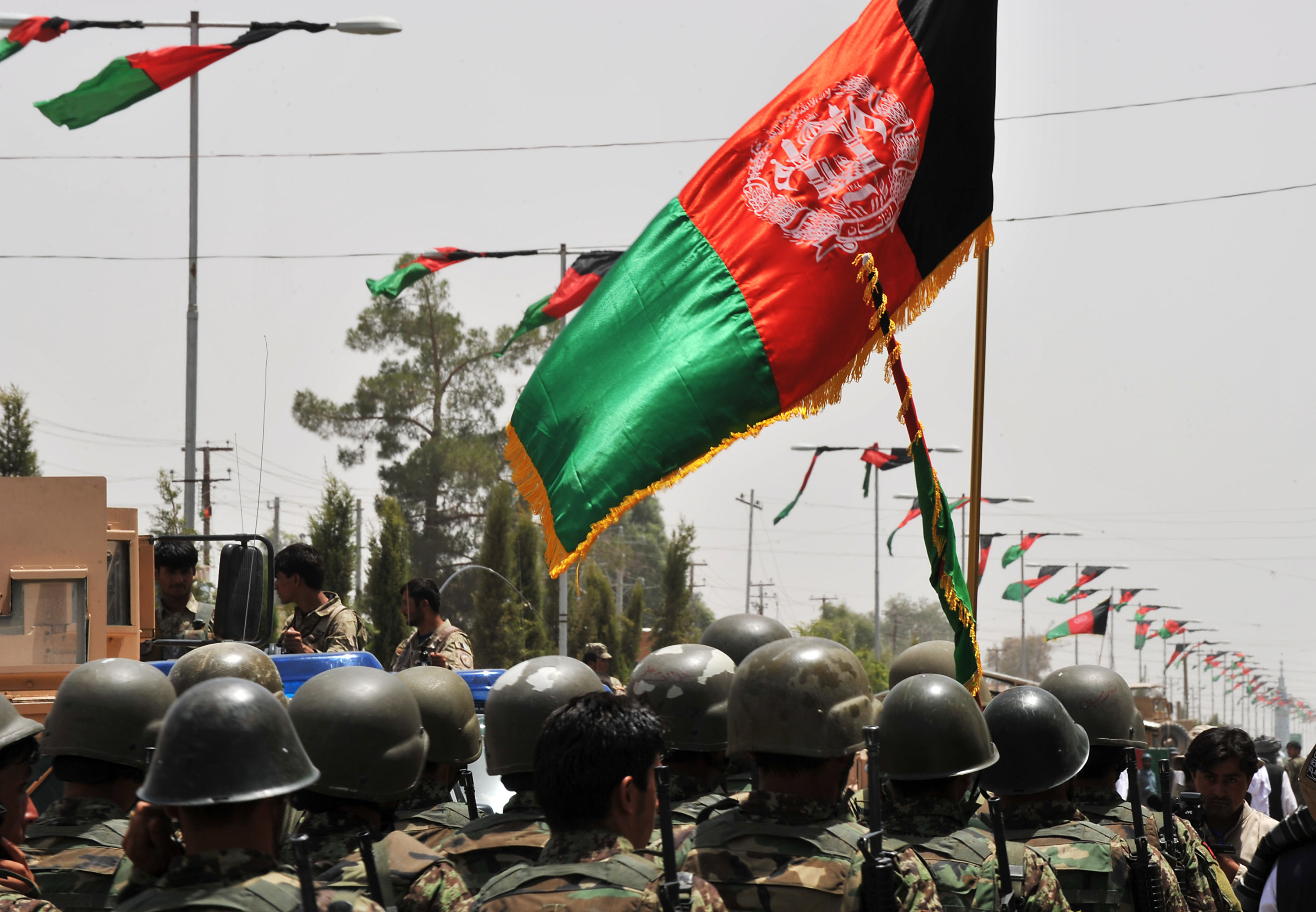
الأعلام الأفغانية أثناء تسليم لشكر كاه (2011)
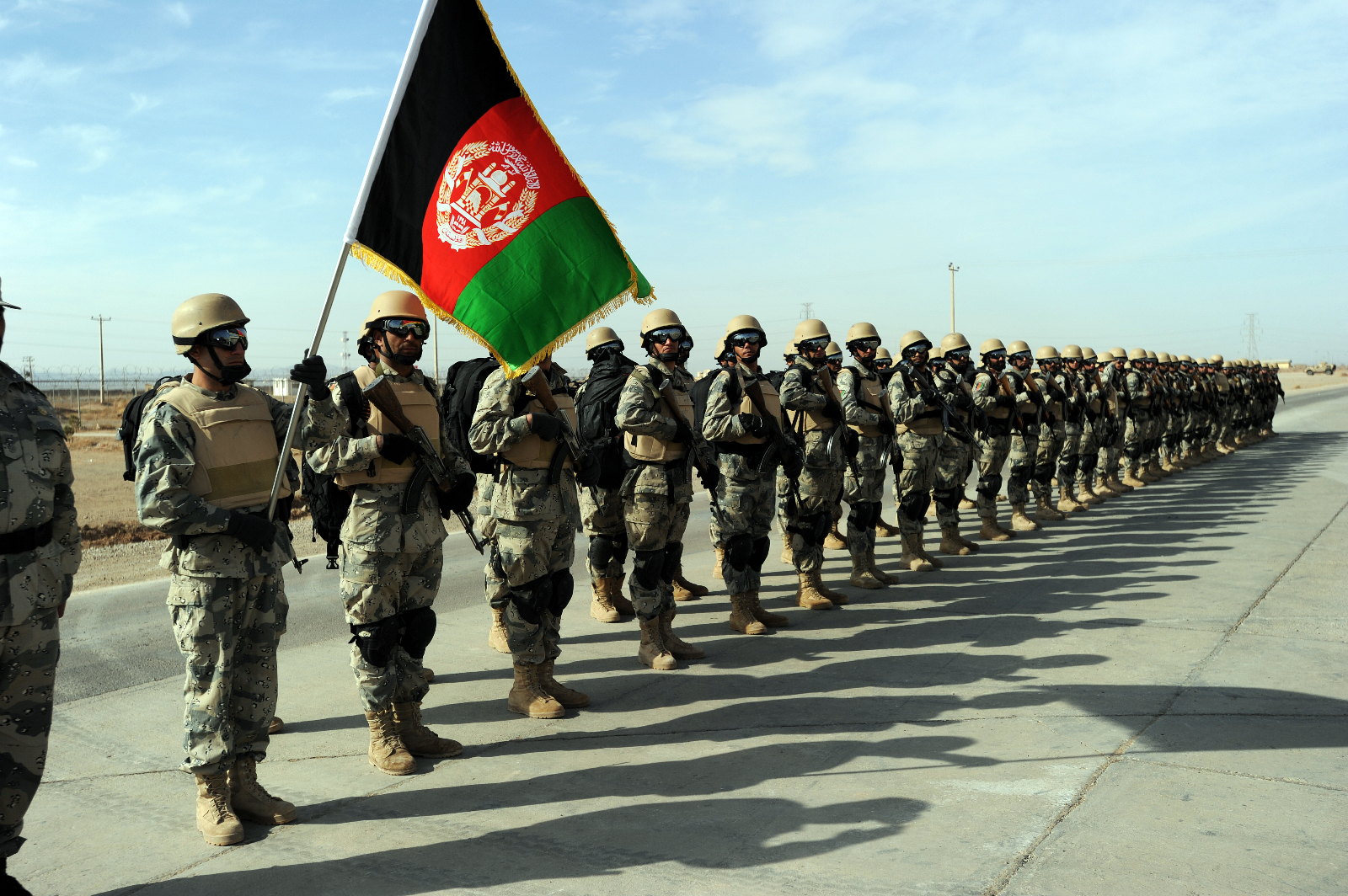
شرطة الحدود الأفغانية [الإنجليزية]‏ في ولاية هرات (2011)
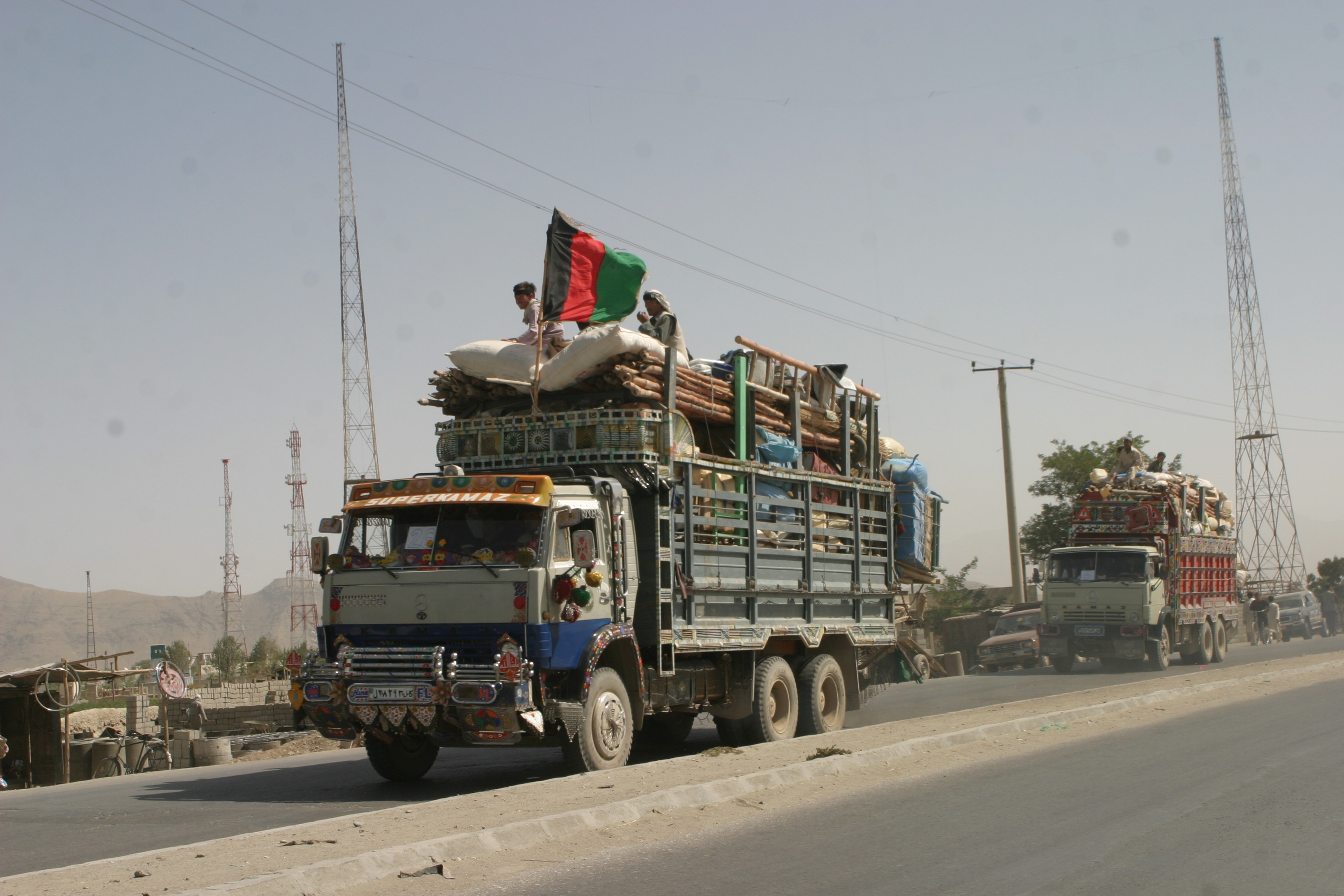
اللاجئون الأفغان العائدون من باكستان بعلم أفغاني ثلاثي الألوان على شاحنتهم (2004)
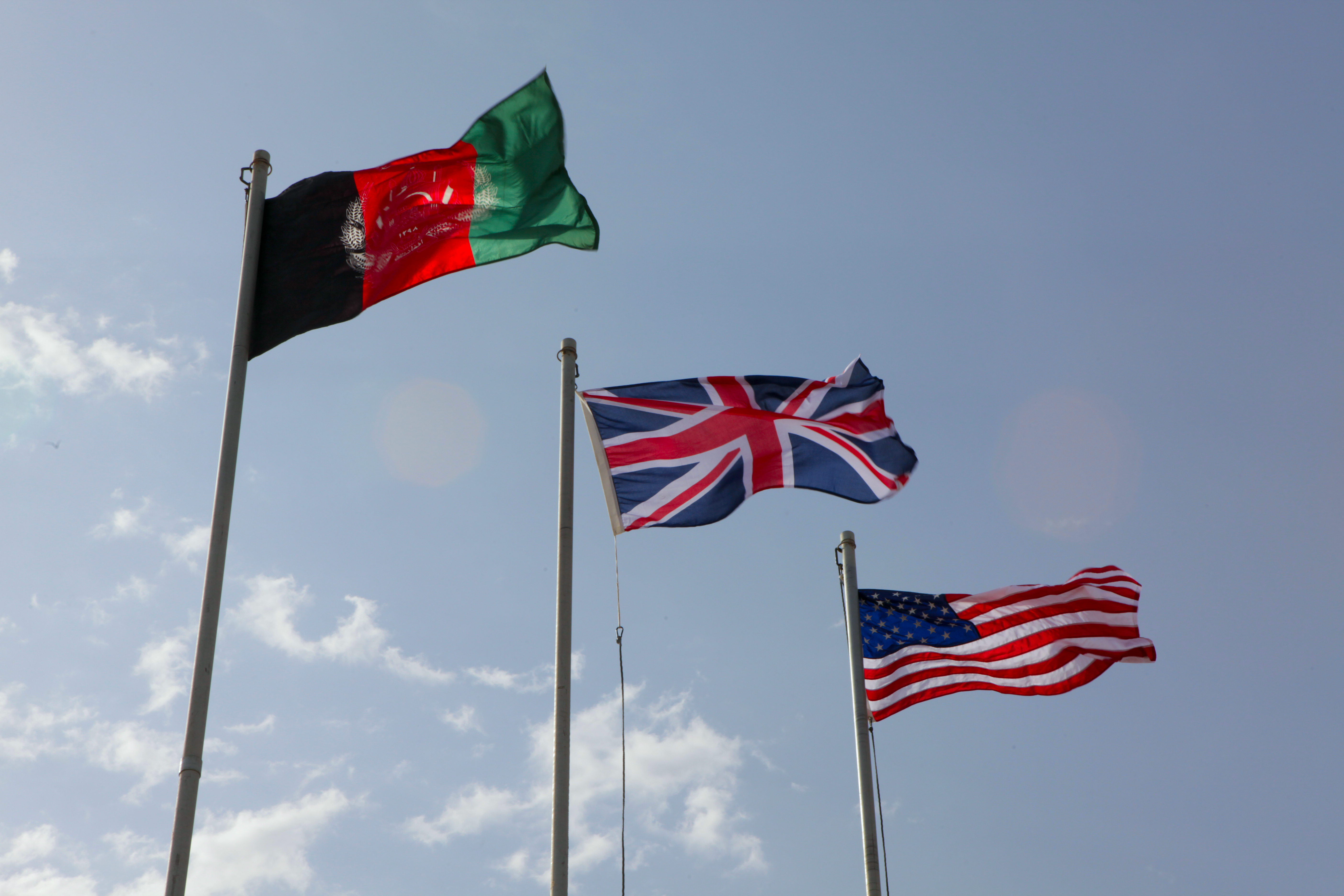
الأعلام الأفغانية والبريطانية والأمريكية على أعمدة خلال حفل أقيم في ولاية هلمند (2010)
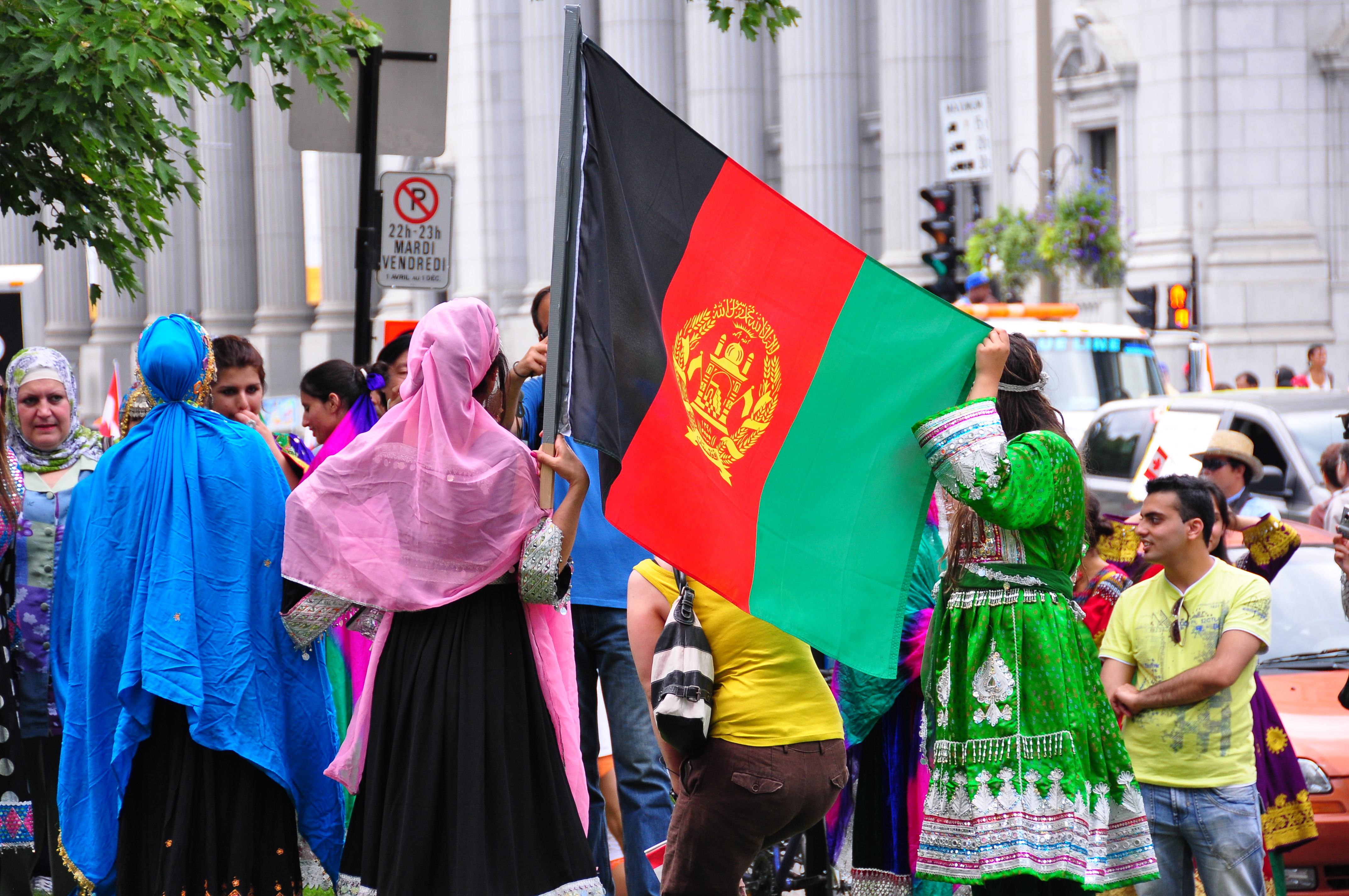
علم مشابه لعلم تصميم 2002-2004 محمول في مونتريال بكندا.
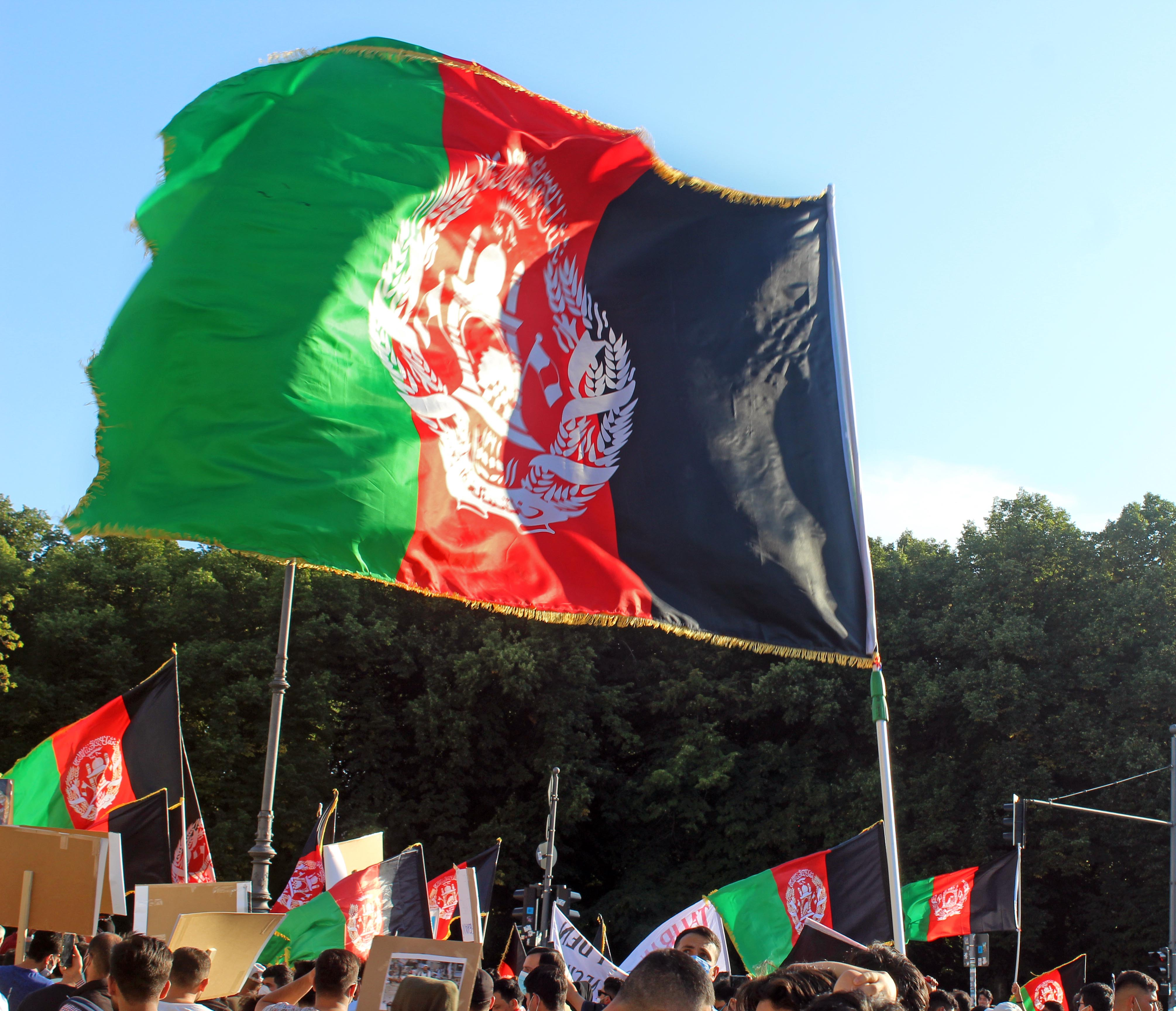
أعلام ترفرف خلال مظاهرة مناهضة لطالبان في برلين بألمانيا (2021)
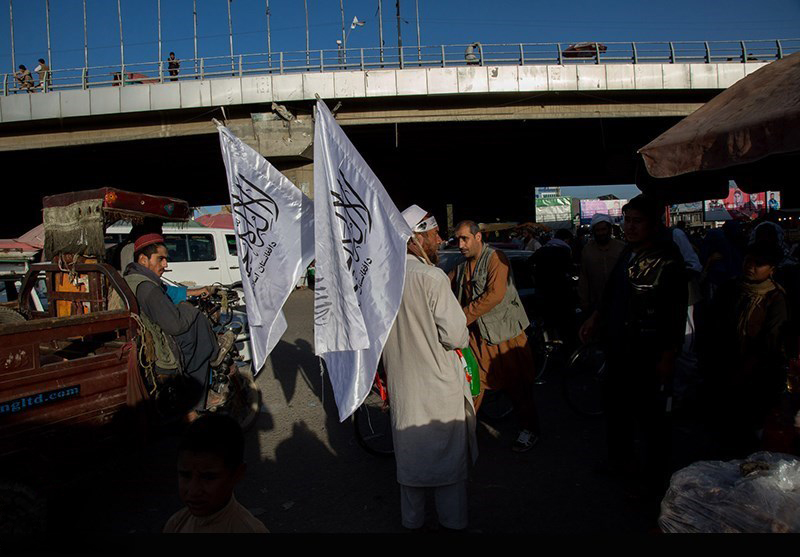
بائع يبيع أعلام الإمارة الإسلامية في ظل حكم طالبان (2021)

## التطور التاريخي لعلم أفغانستان
| العلم | تاريخ الاستخدام                                                                                          | النسبة الجانبية | الحكومة                                         | ملاحظات |
| ----- | --- | --------------- | ----------------------------------------------- | --- |
|       | 1709–1738                                                                                                | 2:3             | الدولة الهوتاكية                                | علم الدولة الهوتاكية. |
|       | 1747–1842                                                                                                | 2:3             | الدولة الدرانية                                 | تم اختياره في عهد الحاكم أحمد شاه الدراني واستمر طوال فترة حكم سلالته. |
|       | 1842–1880                                                                                                |                 | إمارة أفغانستان                                 | قبل عام 1880، لم تستخدم الدولة البركزاية العلم المرتبط بالدولة الدرانية، أو أي بديل رسمي. |
|       | 1880–1901                                                                                                | 2:3             | إمارة أفغانستان                                 | تم اختياره في عهد الحاكم عبد الرحمن خان. |
|       | 1901–1919                                                                                                | 3:5             | إمارة أفغانستان                                 | تم اختياره في عهد الحاكم حبيب الله خان. أضاف حبيب الله خان إلى علم والده (عبد الرحمن خان) ختمًا يشبه الختم المستخدم في العلم الحالي للبلاد، والذي يحتوي على صورة مسجد |
|       | 1919–1926/29                                                                                             | 2:3             | إمارة أفغانستان                                 | تم اختياره في عهد الملك أمان الله خان. أضاف أمان الله إلى علم والده (حبيب الله خان) خطوطًا على شكل أشعة منبثقة من الختم، بحيث يشكل الختم نجمة ثمانية. هذا النوع من الأختام كان شائعا في عهد الدولة العثمانية. أصبحت أفغانستان مملكة في عام 1926. |
|       | 1926–1928                                                                                                | 2:3             | مملكة أفغانستان                                 | ثاني علم يتم إقراره في عهد الملك أمان الله خان. أضاف أمان الله إكليلًا وبعض التعديلات في الختم الوطني. سيتم اعتماد تصميم المسجد في هذا الختم لمعظم أعلام أفغانستان في المستقبل. المسجد له محراب مُقابل لمكة. |
|       | 1928 | 3:5             | مملكة أفغانستان                                 | ثالث علم يتم إقراره في عهد الملك أمان الله خان، ويتميز بألوانه الثلاثة الأسود والأحمر والأخضر (من أعلى لأسفل). الختم المستخدم كان مزيجًا من الختمين السابقين. |
|       | 1928–1929                                                                                                | 2:3             | مملكة أفغانستان                                 | رابع علم يتم إقراره في عهد الملك أمان الله خان. الختم الجديد يظهر شمسًا تسطع فوق جبال مغطاة بالثلوج، تمثل بداية جديدة للمملكة. احتوى هذا الختم أيضًا على أكوام من القمح، وهي أيقونة ستكون موجودة على جميع الشعارات المستقبلية لأفغانستان عبر الأنظمة المختلفة. والجدير بالذكر أن الشعار السوفياتي فقط كان يحتوي على القمح في ذلك الوقت ، وسيظهر في المستقبل على أعلام العديد من الدول الشيوعية. |
|       | 1928–1929                                                                                                | 2:3             | مملكة أفغانستان                                 | نسخة من العلم أعلاه مع أشعة الشمس الكثيفة الطويلة، على غرار علم الشمس المشرقة الياباني، بالإضافة إلى نجمة صفراء في المنتصف. |
|       | 1929 | 2:3             | مملكة أفغانستان                                 | علم استعمل لفترة قصيرة، من يناير إلى أكتوبر 1929. |
|       | 1929 | 2:3             | مملكة أفغانستان                                 | استعمل هذا العلم (مُشابه لعلم سنة 1919) في فترة الحكم القصيرة لعناية الله خان. |
|       | 1929 | 2:3             | إمارة أفغانستان                                 | تم اختياره في عهد حبيب‌ الله كلكاني، ويتميز بألوانه الثلاثة الأبيض والأسود والأحمر (من اليمين إلى اليسار). وهو العلم نفسه الذي استخدم عندما كانت أفغانستان تحت الاحتلال المغولي في القرن الثالث عشر. |
|       | 1929 | 2:3             | مملكة أفغانستان                                 | أثناء تمرد كلكاني، تم استخدام علم مماثل في هراة خلال تمرد الطاجيك. |
|       | 1929 | 2:3             | مملكة أفغانستان                                 | العلم الانتقالي الذي استخدمته حكومة علي أحمد خان ‏ المنافسة التي لم تدم طويلاً في جلال أباد، في معارضة كلكاني. |
|       | 1929 – 27 مارس 1930                                                                                      | 2:3             | مملكة أفغانستان                                 | تم اختياره في عهد محمد نادر شاه، ويتميز بألوانه الثلاثة الأخضر والأحمر والأسود (من اليمين إلى اليسار). الختم في وسط العلم تم اشتقاقه من العلم الأول للملك أمان الله خان مع بعض التعديلات. |
|       | 27 مارس 1930 – 16 يوليو 1973                                                                             | 2:3             | مملكة أفغانستان                                 | ثاني علم يتم إقراره في عهد محمد نادر شاه، واستمر استخدامه في عهد ابنه محمد ظاهر شاه. أُدخلت بعض التعديلات على الختم، أهمها إضافة التاريخ الهجري 1348 هـ (1929 م) وهو تاريخ بداية حكم أسرة محمد نادر شاه. |
|       | 17 يوليو 1973 – 8 مايو 1974                                                                              | 2:3             | جمهورية أفغانستان                               | أول علم لجمهورية أفغانستان، مطابق للعلم السابق إلا أنه تم حذف التاريخ الهجري منه. |
|       | 9 مايو 1974 – 26 أبريل 1978                                                                              | 2:3             | جمهورية أفغانستان                               | ثاني علم لجمهورية أفغانستان، ويتميز بألوانه الثلاثة الأسود والأحمر والأخضر (من أعلى لأسفل)، مع ختم في أعلى يسار العلم. |
|       | 27 أبريل 1978 – 18 أكتوبر 1978                                                                           | 2:3             | جمهورية أفغانستان الديمقراطية                   | عندما قُتل رئيس الجمهورية محمد داود خان في انقلاب، أسس النظام الجديد في ظل الحزب الديمقراطي الشعبي الأفغاني دولة شيوعية. لفترة وجيزة من الزمن، تم الاحتفاظ بتصميم العلم نفسه ولكن بدون ختم. تم استخدام علم مماثل من قبل الحركة الإسلامية الوطنية في أفغانستان الذي سيطر على شمال أفغانستان المتمتع بالحكم الذاتي من 1992 إلى 1998. |
|       | 19 أكتوبر 1978 – 21 أبريل 1980                                                                           | 1:2             | جمهورية أفغانستان الديمقراطية                   | في تغيير جذري، استخدم هذا العلم لونا أحمر مع ختم أصفر في أعلى يساره، وهو تصميم شائع للدول الاشتراكية في القرن العشرين. كان يتألف من شعار فصيل خلق (أفغانستان) التابع للحزب الديمقراطي الشعبي الأفغاني مع رمز القمح، ونجمة في الأعلى (تمثل المجموعات العرقية الخمس للأمة)، ومصطلح "خلق" في النص العربي في الوسط، وعنوان فرعي "ثورة ثور" والاسم الكامل للدولة. |
|       | 1980 | 1:2             | جمهورية أفغانستان الديمقراطية                   | بعد الإطاحة بفصيل خلق من قبل فصيل بارشام خلال الغزو السوفيتي، تم استخدام علم الحزب الديمقراطي الشعبي، وهو عبارة عن عجلة مسننة تُمثّل الصناعة، سنبلة قمح تُمثّل الزراعة |
|       | 22 أبريل 1980 – 29 نوفمبر 1987                                                                           | 1:2             | جمهورية أفغانستان الديمقراطية                   | في إطار برنامج المبادئ الأساسية للقيادة الجديدة تحت قيادة بابراك كرمال، أعيد تأسيس الألوان الثلاثة التقليدية الأسود والأحمر والأخضر، والتي تمثل على التوالي، الماضي وسفك الدماء من أجل الاستقلال والعقيدة الإسلامية. تم تصميم ختم جديد، مع شروق الشمس (إشارة إلى الاسم السابق، خراسان، والذي تعني "أرض الشمس المشرقة")، ومنبر وكتاب (إشارة إلى البيان الشيوعي أو رأس المال لكارل ماركس[بحاجة لمصدر])، وشرائط ذات ألوان وطنية، عجلة مسننة للصناعة، ونجمة حمراء للشيوعية. شرائط الفقمة والقمح لها أوجه تشابه مع الأختام الألمانية الشرقية والرومانية. |
|       | 30 نوفمبر 1987 – 26 أبريل 1992                                                                           | 1:2             | جمهورية أفغانستان الديمقراطية                   | تم تغيير العلم كجزء من تغييرات دستور المصالحة الوطنية لمحمد نجيب الله. مثل العلم السابق، باستثناء أنه في الختم الوطني تم تحريك العجلة المسننة من أعلى إلى أسفل، وإزالة النجمة الحمراء والكتاب، والحقل الأخضر منحني ليشبه الأفق. |
|       | 27 أبريل 1992 − 6 ديسمبر 1992                                                                            | 1:2             | دولة أفغانستان الإسلامية                        | تم استخدام هذا العلم كعلم مؤقت بعد سقوط نجيب الله الموالي للنظام السوفيتي. يتكون من الأخضر والأبيض والأسود (من أعلى لأسفل)، في الجزء العلوي كتبت بالعربية عبارة "الله أكبر"، وفي الجزء الأوسط أضيفت الشهادتين. |
|       | 27 أبريل 1992 − 6 ديسمبر 1992                                                                            | 1:2             | دولة أفغانستان الإسلامية                        | تم استخدام هذا العلم كعلم مؤقت آخر بعد سقوط نجيب الله الموالي للنظام السوفيتي. |
|       | 7 ديسمبر 1992 – 27 سبتمبر 1996; 27 سبتمبر 1996 – 27 يناير 2002 (التحالف الشمالي)                         | 1:2             | دولة أفغانستان الإسلامية                        | قامت الحكومة الإسلامية الجديدة برئاسة برهان الدين رباني بتغيير في العلم. بقي نفس العهد الملكي، ولكن مع إضافة الشهادتين والسيوف التي تمثل انتصار المجاهدين. وتتضمّن سنة 1298 حسب التقويم الهجري الشمسي، الموافقة لسنة 1919 الميلادية، سنة الاستقلال التام. وكُتب على الجزء السفلي من الشعار اسم الدولة الرسمي "دا أفغانستان اسلامی دولت". |
|       | 27 سبتمبر 1996 – 27 أكتوبر 1997                                                                          |                 | إمارة أفغانستان الإسلامية                       | راية بيضاء اعتمدتها طالبان علماً رسمياً. |
|       | 27 أكتوبر 1997 – 12 نوفمبر 2001                                                                          | 1:2             | إمارة أفغانستان الإسلامية                       | في عام 1997، أضافت طالبان الشهادتين باللون الأسود على العلم الأبيض كعلم وطني لإمارة أفغانستان الإسلامية. |
|       | 27 أكتوبر 1997 – 12 نوفمبر 2001                                                                          | 1:2             | إمارة أفغانستان الإسلامية                       | رفعت طالبان علمًا مختلفًا. |
|       | 13 نوفمبر 2001 – 27 يناير 2002                                                                           | 1:2             | دولة أفغانستان الإسلامية                        | استخدم الرئيس رباني هذا العلم مع العلم الوطني بعد سقوط حكومة طالبان. العلم نفسه لعام 1992، ولكن مع إضافة نصوص من اللغتين البشتوية والدرية. |
|       | 28 يناير 2002 – 27 يونيو 2002                                                                            | 1:2             | دولة أفغانستان الإسلامية الانتقالية             | بعد سقوط نظام طالبان، تمت استعادة الألوان التقليدية (الأسود والأحمر والأخضر) وفي نمط عمودي، تمامًا مثل تلك التي تم نقلها من عام 1928 إلى عام 1974. والشعار الوطني هو نفسه الإصدار المستخدم في علم عام 1992، ولكن مع إزالة السيوف. |
|       | 27 يونيو 2002 – 9 أكتوبر 2004                                                                            | 1:2             | الإدارة الأفغانية المؤقتة                       | صوتت هيئة لويا جيرغا 2002 ‏ على العلم الوطني الأفغاني مع بعض التغييرات بما في ذلك تغيير شعار النبالة ليُصبح ذهبيًا بدلاً من الأبيض. في يونيو 2002 غيرت أفغانستان علمها الوطني رسميًا من شعار نبالة أبيض في وسط العلم إلى شعار نبالة ذهبي يرمز إلى لون إكليل القمح. |
|       | 9 أكتوبر 2004 – 19 أغسطس 2013                                                                            | 2:3             | جمهورية أفغانستان الإسلامية                     | على غرار العلم السابق، ولكن بنسبة جانبية مختلفة وشعار معتدل قليلاً. تم استبدال دا أفغانستان اسلامی دولت ببساطة إلى افغانستان. |
|       | 19 أغسطس 2013 – 15 أغسطس 2021; 15 أغسطس 2021 – الحاضر (استُعمل من قِبل جبهة المقاومة الوطنية في أفغانستان) | 2:3             | جمهورية أفغانستان الإسلامية                     | يتضمن هذا العلم الشعار الوطني المعدل بشريط أكبر والذي يتداخل مع الأشرطة السوداء والخضراء بدلاً من احتوائه بالكامل في الشريط الأحمر. لا يزال يتم استخدامه عند حكومة المنفى من قبل جبهة المقاومة الوطنية في أفغانستان. |
|       | 19 أغسطس 2013 – 15 أغسطس 2021; 15 أغسطس 2021 – الحاضر (استُعمل من قِبل جبهة المقاومة الوطنية في أفغانستان) | 2:3             | جمهورية أفغانستان الإسلامية                     | نوع مختلف من علم جمهورية أفغانستان الإسلامية مع شعار ملون بدلاً من الأبيض. |
|       | 15 أغسطس 2021 –17 سبتمبر 2025                                                                            | 1:2             | إمارة أفغانستان الإسلامية                       | في عام 2021، أعادت طالبان الشهادتين إلى العلم الأبيض بنسبة جانبية (1:2)، وباستخدام خط مختلف. |
|       | 15 أغسطس 2021 –17 سبتمبر 2025                                                                            | 1:2             | إمارة أفغانستان الإسلامية                       | علم خاص يتضمّن جملة "إمارة أفغانستان الإسلامية" باللغة البشتوية أسفل الشهادتين. كما لوحظ وجود نسخة باللغة الدرية من العلم، وإن كان ذلك أقل تكرارًا |
|       | 17 سبتمبر 2025 - الحاضر                                                                                  | 2:2             | جمهورية افغانستان الديمقراطية الاسلامية الشعبية | علم اخر من علم افغانستان الاسلامية الاخرى هو علم جديد افغاني خاص |